# Gejza Dezorz
Gejza Dezorz je slovenský režisér. Jeho dědeček pocházel z Bretaně a byl romského původu, bojoval v SNP, zemřel v roce 1948, když šlápl na minu.
Je ředitelem Dezorzova loutkového divadla. Jako režisér pracoval na televizních seriálech Kriminálka Anděl (D.N.A + TV Nova, 2008), Mesto tieňov (DNA + Tv Markíza, 2008), Obchod so šťastím (STV, 2008), Rodinné tajomství (Oreo + Stv, 2005). Také se jako režisér podílel i na několika tv show (Nevera po slovensky, Stroskotanec na 48 hodín) a dokumentárních seriálech (Záhady SK, Největší tragédie Slovenska). Věnuje se i režii reklamních spotů a videoklipů.
Jako autor a režisér vytvořil množství zajímavých loutkových a rozhlasových inscenací, které byly oceněny na mezinárodních festivalech.
Je autorem námětu, spoluautor scénáře a režisér filmu Fabrika smrti: mladá krev.